# Nazionale maschile di roller derby del Canada
La nazionale di roller derby maschile del Canada è la selezione maggiore maschile di roller derby, il cui nickname è Team Canada, che rappresenta il Canada nelle varie competizioni ufficiali o amichevoli riservate a squadre nazionali. Si è classificata terza nel campionato mondiale di roller derby maschile 2014.

## Risultati
Legenda: Grassetto: Risultato migliore, Corsivo: Mancate partecipazioni

## Dettaglio stagioni

### Tornei

#### Mondiali
| Stagione | regular season | regular season | regular season | regular season | regular season | regular season | playoff | playoff | playoff | playoff | playoff | playoff   | playoff    |
|          | Vin            | Par            | Per            | Tot            | PF             | PS             | Vin     | Per     | Tot     | PF      | PS      | risultato | avversaria |
| -------- | -------------- | -------------- | -------------- | -------------- | -------------- | -------------- | ------- | ------- | ------- | ------- | ------- | --------- | ---------- |
| 2014     | 3              | 0              | 0              | 3              | 824            | 49             | 2       | 1       | 3       | 604     | 464     | Terza     | Francia    |
| 2016     |                |                |                |                |                |                |         |         |         |         |         |           |            |
|          |                |                |                |                |                |                |         |         |         |         |         |           |            |
| Totale   | 3              | 0              | 0              | 3              | 824            | 49             | 2       | 1       | 3       | 604     | 464     |           |            |

### Riepilogo bout disputati
| Anno | Luogo      | Evento   | Fase del torneo      | Incontro             | Risultato |
| 2014 | Birmingham | Mondiale | Fase a gironi        | Belgio - Canada      | 20 - 255  |
| 2014 | Birmingham | Mondiale | Fase a gironi        | Giappone - Canada    | 11 - 349  |
| 2014 | Birmingham | Mondiale | Fase a gironi        | Canada - Scozia      | 220 - 18  |
| 2014 | Birmingham | Mondiale | Quarti di finale     | Canada - Galles      | 281 - 46  |
| 2014 | Birmingham | Mondiale | Semifinale           | Canada - Stati Uniti | 127 - 307 |
| 2014 | Birmingham | Mondiale | Finale 3º - 4º posto | Canada - Francia     | 196 - 111 |

## Confronti con le altre Nazionali
Questi sono i saldi del Canada nei confronti delle Nazionali incontrate.

### Saldo positivo
| Nazionale | Giocate | Vinte | Pareggiate | Perse | PF  | PS  | Ultima vittoria | Ultimo pari | Ultima sconfitta |
| --------- | ------- | ----- | ---------- | ----- | --- | --- | --------------- | ----------- | ---------------- |
| Giappone  | 1       | 1     | 0          | 0     | 349 | 11  | 2014            | -           | -                |
| Scozia    | 1       | 1     | 0          | 0     | 220 | 18  | 2014            | -           | -                |
| Belgio    | 1       | 1     | 0          | 0     | 255 | 20  | 2014            | -           | -                |
| Galles    | 1       | 1     | 0          | 0     | 281 | 46  | 2014            | -           | -                |
| Francia   | 1       | 1     | 0          | 0     | 196 | 111 | 2014            | -           | -                |

### Saldo negativo
| Nazionale   | Giocate | Vinte | Pareggiate | Perse | PF  | PS  | Ultima vittoria | Ultimo pari | Ultima sconfitta |
| ----------- | ------- | ----- | ---------- | ----- | --- | --- | --------------- | ----------- | ---------------- |
| Stati Uniti | 1       | 0     | 0          | 1     | 127 | 307 | -               | -           | 2014             |